# Aphaerema
Aphaerema é um género botânico pertencente à família Salicaceae.